# Rheum Timur
Rheum Timur is een bestuurslaag in het regentschap Bireuen van de provincie Atjeh, Indonesië. Rheum Timur telt 502 inwoners (volkstelling 2010).